# Cai Zhaoxun
Cai Zhaoxun es un deportista chino que compite en taekwondo. Ganó una medalla de bronce en el Campeonato Asiático de Taekwondo de 2024, en la categoría de –74 kg.

## Palmarés internacional
| Campeonato Asiático | Campeonato Asiático | Campeonato Asiático | Campeonato Asiático |
| Año                 | Lugar               | Medalla             | Categoría           |
| ------------------- | ------------------- | ------------------- | ------------------- |
| 2024                | Đà Nẵng (Vietnam)   | Medalla de bronce   | –74 kg              |